# Réservoir sous pression
« Sous pression » redirige ici. Pour les films, voir Sous pression (film) et Underwater (film).

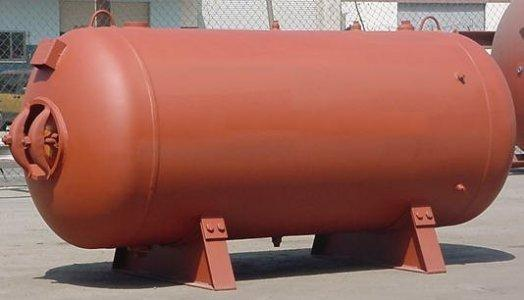
Un réservoir sous pression.

Un réservoir sous pression est un réservoir conçu pour contenir des gaz ou des liquides à une pression supérieure à la pression atmosphérique. Il sera qualifié d’Équipement Sous Pression (E.S.P.) dès que sa pression de service dépasse 0,5 bars, encadré pour sa fabrication et son exploitation par une législation spécifique, au regard des risques importants en cas de défaillance. Ce type de réservoir est par définition étanche. Il est généralement en métal; parfois en matériau composite.
Généralement cylindriques, ils peuvent être horizontaux ou verticaux et sont constitués d'une virole (la partie cylindrique) et de 2 fonds bombés qui ferment ses extrémités. Ils peuvent être équipés de pieds solidaires ou posés sur des supports indépendants (appelés berceaux). Des orifices de raccordement permettent l'entrée ou la sortie des fluides. Des trappes de visites (appelées Trou de Visite(TV) ou Trou d'Homme (TH)) favorisent les contrôles visuels de l'intérieur du réservoir. Des équipements spécifiques (autoclaves,filtres) peuvent avoir des formes plus variées et parfois complexes.
Exemples de réservoirs sous pression :
- bouteille de gaz, ;
- réservoir sous pression 100L sous un compresseur à pistonbouteille de plongée, extincteur ;
- cartouche de gaz ;
- réservoir d'air comprimé ;

- citerne de camion ;

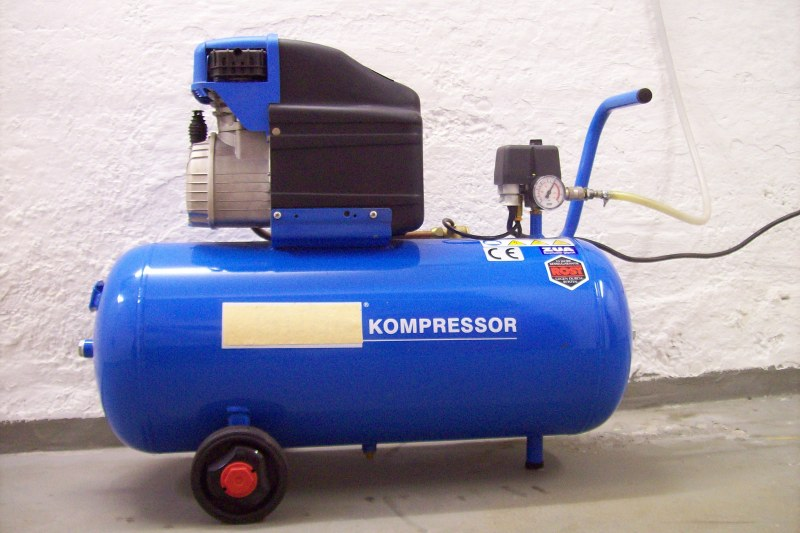
réservoir sous pression 100L sous un compresseur à piston

- autoclaves, chaudières, filtres, échangeurs...

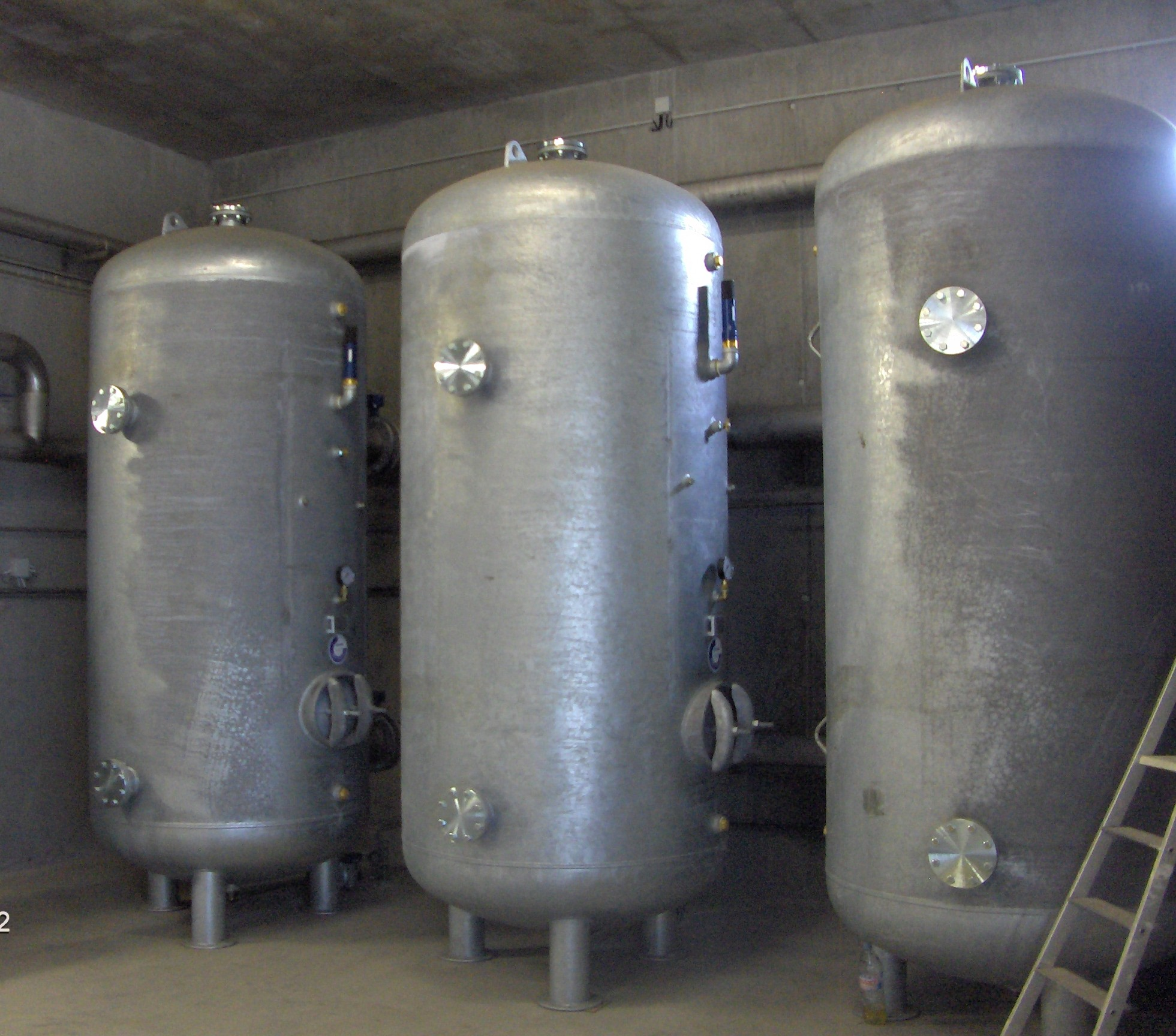
réservoirs d'air comprimé 5 m3 10 bar

## Pression de service et pression d'épreuve
La pression maximum d'utilisation du réservoir est appelée Pression de Service (PS). Elle est définie dès la conception par des notes de calcul et ne doit pas être dépassée, sous peine de risque d'éclatement ou déformation du réservoir. La pression d'épreuve (PE) est la pression à laquelle le réservoir est soumis lors des phases de test (épreuve initiale ou requalification règlementaire) qui permettent de s'assurer de l'étanchéité et de l'intégrité du réservoir. Ces 2 valeurs de pression doivent être indiquées sur le réservoir.

## Réglementation sur les Equipements Sous Pression (E.S.P.)
Pour des pressions supérieures à 0,5 bar le réservoir est soumis à des obligations réglementaires,; il possède une identification (plaque ou marquage réglementaire). Ces obligations portent notamment sur les caractéristiques techniques liées à la fabrication et à la résistance de l'équipement selon les forces qu'il devra contenir, et obligent notamment à la réalisation d'inspections et requalifications périodiques (On parle de visites règlementaires). Une soupape de sureté doit protéger le réservoir contre d'éventuels dépassement de la pression maximum autorisée.
L'ensemble de ces réglementations est encadré par une Directive Européenne Equipements Sous Pression (DESP)
La fabrication d'un E.S.P. répond à des codes de construction rigoureux, tant dans les études de conception (pour le calcul des épaisseurs et des résistances...) que dans la fourniture documentaire associée ou les procédés de fabrication. le CODAP (COde de COnstruction des Appareils à Pression) est en vigueur en France, l'ASME aux Etats-Unis (The American Society of Mechanical Engineers)

## Fabrication des réservoirs sous pression
Les réservoirs métalliques sont fabriqués dans des chaudronneries. Réalisés à partir de tôle d'acier laminée, les viroles sont roulées puis soudées. Les fonds sont emboutis par une presse et sont ensuite soudés sur la virole. Lorsque les dimensions du réservoir le permettent, le traitement de surface de l'acier (peinture ou galvanisation) est réalisé par trempage de l'ensemble dans des bains.
Les réservoirs en matériau composite sont fabriqués par enroulement filamentaire,.